# Авосса, Джузеппе
Джузе́ппе Аво́сса (итал. Giuseppe Avossa), встречаются также написания Авос (Avos), Авоза (Avosa), д’Авосса (d’Avossa), Д’Авосса (D’Avossa; 1708, Паола — 9 января 1796, Неаполь) — итальянский композитор.

## Биография
Родился в 1708 году в итальянском городе Паола, хотя некоторые источники называют местом его рождения Испанию. Обучался музыке в неаполитанской консерватории Повери-ди-Джезу-Кристо, где его преподавателями были Гаэтано Греко и Франческо Дуранте. Служил капельмейстером неаполитанской церкви Санта-Мария-Вертекоэли. По некоторым данным, около 1753 года жил в Пезаро, где служил капельмейстером, а также дирижёром и поставил оперу «Антигона» Бальдассаре Галуппи. В 1758 году женился на Розе Трави. Скончался в Неаполе 9 января 1796 года.

## Сочинения
Авосса — автор трёх или четырёх опер-буффа, поставленных при жизни композитора в Неаполе и Венеции:
- Don Saverio (Венеция, осень 1744)
- I tutori (Неаполь, зима 1757),
- La Pupilla (Неаполь, карнавал 1763 года), повторённая под названием Il Ciarlone в Венеции (1765) и Вене (1770)

Является также автором множества сочинений религиозного характера, в том числе:
- две мессы на 4 голоса с инструментами,
- мессу ре-маджор на 4 голоса со скрипками и басом для органа,
- краткий магнификат для скрипок.

Некоторые биографы путают Джузеппе Авоссу с композитором Джироламо Абосом, ошибочно приписывая одному из них произведения другого.